# Talleres Juncosa
Talleres Juncosa fou una empresa catalana especialitzada en la preparació i millora d'automòbils de turisme i competició, més coneguda senzillament com a Juncosa. Fundada el 1929 per Jaume Juncosa i amb seu al carrer Mallorca de Barcelona, fou pionera a l'estat espanyol en la seva activitat i durant la dècada de 1960 aconseguí nombrosos èxits esportius en tota mena de competicions, especialment amb preparacions de models SEAT i Abarth. En aquella època, l'amo de l'empresa Jaume Juncosa i els seus fills Jaume i Manuel Juncosa varen destacar també en competició al volant dels seus vehicles.
Al llarg de la seva existència, Juncosa va arribar a preparar uns 50 cotxes de curses i al voltant de 500 de turisme, aquests darrers per a clients que volien millorar les prestacions dels seus vehicles particulars. Tot el desenvolupament el feia l'empresa, inclosos els arbres de lleves (una de les peces més complexes d'un motor d'automòbil). Era tan alt el prestigi de Juncosa que hi acudien clients d'arreu de l'estat per a millorar els seus vehicles. Fins i tot alguns afeccionats havien arribat a comprar a Manuel Juncosa, un cop acabada una cursa, el cotxe amb què l'acabava de guanyar.

## Història
Durant la dècada de 1930, Juncosa era un taller de reparacions especialitzat en marques de prestigi com ara Hispano-Suiza, Delage o Mercedes Benz. Durant la dècada de 1930, Juncosa va començar a dedicar-se a realitzar petites millores en tota mena de vehicles, fins que l'aparició del Seat 600 a finals de dècada provocà la creació del seu famós departament de preparacions. Inicialment la seva activitat es basava en obtenir més potència dels motors (el primer Seat 600 preparat per Juncosa lliurava vora 55 CV, molt per sobre dels 28 d'origen).

### Dècada de 1960
Amb els primers Seat 600 preparats, els membres de la família Juncosa aconseguiren nombrosos èxits esportius i el 1960, Ignasi Baixeras va guanyar-hi el Ral·li dels 2.000 Viratges en la seva categoria. El 1962, Juncosa va aconseguir la representació oficial per a l'estat espanyol d'Abarth i va bastir un potent equip semioficial format per Jaume Juncosa pare, Jordi Palau i Víctor Sagi equipat amb sengles Fiat Abarth 600 i 850. Durant el bienni 1962-1963 l'equip va obtenir bons resultats com ara el doble títol de Campió d'Espanya i de Catalunya que guanyà Jaume Juncosa pare el 1963.
El 1965, l'empresa va rebre la Medalla de Sant Cristòfol concedida pel Sindicat del Transport franquista i el 1966 entrà en competició el Seat 850, model que donà grans èxits a Juncosa tant en ral·lis com en pujades de muntanya o circuit. Després que el germà gran, Jaume, guanyés el Campionat d'Espanya de Ral·lis de 1967 el petit, Manuel, fou subcampió el 1967 (per darrere del francès Bernard Tramont) amb models 850 i 1000 Abarth. Entre altres èxits destacats, Manuel Juncosa va guanyar una cursa al circuit de Montjuïc, prèvia al Gran Premi d'Espanya de 1969, en què participaven els Seat 600 més competitius de l'estat espanyol.

### Dècada de 1970
Durant el període 1968-1970, els cotxes oficials Juncosa varen ser el 1000 Barqueta en proves de muntanya i els 1300 OT i 2000 per a ral·li i circuit, mentre es començaven a preparar ja els primers Seat 1430 de recent aparició (l'empresa fou la primera a muntar un motor 1600 de dos arbres de lleves en un 1430, dos anys abans que sortís el famós FU).
Amb l'entrada de Manuel Juncosa a l'Escuderia Repsol, els Juncosa van preparar un Seat 124 sport coupé que, a partir del Ral·li d'Espanya de 1971 (organitzat pel RACE), fou substituït pel primer Seat 1430/1600. L'any següent van crear el 850 spider (amb motor de 1600 cc i prop de 150 CV per poc més de 800 kg), amb el qual es varen guanyar tres proves del Campionat d'Espanya. Aquest mateix cotxe, alleugerit i adaptat, va disputar el Campionat d'Espanya de Muntanya el 1973, obtenint-hi Manuel Juncosa el segon lloc. Durant aquesta època, es van forjar en l'equip Juncosa nombrosos copilots, com ara "Artemi", Josep Adell i Víctor Sabater.
Juncosa va preparar també alguns motors de Fórmula 1430 durant els primers dos anys d'existència de la categoria (1971-1972) i després es dedicà a les preparacions de Turismes Especials (Grup 2) i Sport-Prototips nacionals (Grup 5) amb base de Turisme de Sèrie. En crear-se la Fórmula 1800, Juncosa també s'hi va abocar de forma esporàdica. De cara a 1975, Juncosa contactà Chrysler Espanya per tal de preparar alguns Simca 1000 SP a 1300 cc i disputar el Desafío Simca reservat a pilots de la marca. Quatre dels que preparà, pilotats per Manuel Juncosa, Josep Buixeda, Juan Ignacio Canela i Ricardo Soler, varen aconseguir els quatre primers llocs de la classificació final. En turismes, un Seat 1430/1800 especialment preparat per a Eleuteri Serra (amb 175 CV i 230 km/h) fou el millor entre els cotxes estatals i en Fórmula 1800, els motors Juncosa van guanyar com a mínim les tres primeres curses de la temporada muntats sobre els monoplaces de Jean Claude i "Zapico".
El 1975, Juncosa esdevingué constructor de bona part del seu material de preparació (caixes de canvi incloses). Més de 200 Seat 1430-FU passaren pels seus tallers. La incorporació del jove enginyer Jaume Xifré, provinent de Selex, inicià una nova etapa en el negoci, el qual es traslladà a uns nous locals allunyats del centre de Barcelona.
Jaume Juncosa pare es va morir a Barcelona el 20 d'abril de 1990 i aquell mateix any els seus fills es vengueren el negoci familiar.